# Graptodytes delectus
Graptodytes delectus és una espècie de coleòpter pertanyent a la família Dytiscidae. Es troba en cursos d'aigua dolça de caràcter permanent i també en els barrancs de les zones baixes de les illes, els quals constitueixen cursos d'aigua d'escàs volum, generalment inestables i on l'aigua flueix lenta tan sols en períodes de grans pluges.
És un endemisme de les illes de Gran Canària i Tenerife (Illes Canàries).

## Estat de conservació
Les seues principals amenaces són el territori reduït que ocupa; la fragmentació de les diferents poblacions; la pèrdua de qualitat del seu hàbitat; la desforestació de les illes a causa de l'activitat humana (la qual cosa ha fet minvar el nivell de precipitacions); la dessecació de les fonts i la desviació, canalització i entubament dels cabals hídrics per a l'aprofitament de l'aigua en terres de conreus. A més, en el cas particular dels barrancs, l'abocament d'escombraries, l'afluència de residus químics agrícoles i l'ús dels tolls per al rentat mitjançant la utilització de detergents, ha donat lloc a la contaminació i eutrofització de grans trams d'aquests, a la qual cosa cal sumar l'efecte de les extraccions de l'aigua del subsòl, ja que alimenta molts dels gorgs que apareixen en els barrancs de la zona baixa.